# Минаков, Анатолий Иванович
Анато́лий Ива́нович Минако́в (21 января 1937, Ушановка, Воронежская область — 7 октября 2008, Калуга) — городской голова Калуги (1994—1996), полномочный представитель президента РФ в Калужской области (1996—1999).

## Биография
Окончил Воронежский строительный техникум и Воронежский инженерно-строительный институт (заочно). Два года служил в армии.
С 1960 года работал мастером, прорабом, инженером-строителем, с 1980 года — главным инженером треста «Калугасельстрой». В 1986—1992 годах — директор ПО «Калугастройматериалы».
В 1992—1993 годах — председатель Калужского городского Совета. Избран председателем в 13-м туре выборов 22 января 1992 года.
В марте 1994 г. избран городским головой Калуги. Занимал эту должность с 27 марта 1994 года по 19 сентября 1996 года. Победитель всероссийского конкурса «Мэр-95».
В 1996—1999 годах — полномочный представитель президента РФ в Калужской области.

## Награды
- 1993 — Заслуженный строитель Российской Федерации[4],
- 1998 — Орден Почёта[5],
- 8.09.2005 — Почётный гражданин Калуги.